# Drunken Lullabies
Drunken Lullabies är ett album av keltisk punk-bandet Flogging Molly, släppt 2002

## Låtlista
1. "Drunken Lullabies" – 3:50
2. "What's Left of the Flag" – 3:38
3. "May the Living Be Dead (In Our Wake)" – 3:50
4. "If I Ever Leave This World Alive" – 3:21
5. "The Kilburn High Road" – 3:43
6. "Rebels of the Sacred Heart" – 5:11
7. "Swagger" – 2:05
8. "Cruel Mistress" – 2:57
9. "Death Valley Queen" – 4:18
10. "Another Bag of Bricks" – 3:45
11. "The Rare Ould Times" – 4:06
12. "The Son Never Shines (On Closed Doors)" – 4:24